# Zo kan het dus ook (Maan)
Zo kan het dus ook is een single van de Nederlandse zangeres Maan uit 2019. Het stond in 2019 als negende track op het album Onverstaanbaar, waar het de eerste single van was.

## Achtergrond
Zo kan het dus ook is geschreven door Alain Clark, Loek van der Grinten en Maan de Steenwinkel en geproduceerd door Lukaz.  Het is een nederpoplied dat gaat over de ideale man in een relatie. De zangeres schreef het nummer over haar toenmalige relatie met Tony Junior. In het nummer beschrijft ze meerdere dingen wat hij voor haar doet. De zangeres vertelde het volgende over de betekenis van het nummer: 
"Ik zag om me heen hoe het bij anderen ging. Jongens die geen prioriteit gaven aan hun vriendin en liever de stad in gingen, of zelfs vreemdgingen. Daardoor besefte ik hoe goed ik het had. Natuurlijk is het fijn om het te delen als je gelukkig bent in de liefde. Ik doe dat liever via mijn liedjes dan in interviews, want dan heb ik geen controle meer over hoe het naar buiten komt."
Eind 2020 gingen de zangeres en de dj op goede voet uit elkaar en schreef de zangeres een vervolgnummer op het lied: Zo kan het dus ook Part 2. Deze versie gaat over hoe je niet altijd verkeerd uit elkaar hoeft te gaan. 
De single heeft in Nederland de platina status.

## Hitnoteringen
Het lied had succes in Nederland en in mindere mate in België. Het piekte op de zevende plaats van de Single Top 100, waarin het 37 weken te vinden was. De piekpositie in de Nederlandse Top 40 was de twaalfde plek. Het stond dertien weken in deze hitlijst. Er was geen notering in de Vlaamse Ultratop 50, maar er was wel de vierde plaats in de Ultratip 100.